# Изола дел Ђиљо
Изола дел Ђиљо (итал. Isola del Giglio) је насеље у Италији у округу Гросето, региону Тоскана.
Према процени из 2011. у насељу је живело 1406 становника. Насеље се налази на надморској висини од 467 м.

## Становништво
| 1936. | 1951. | 1961. | 1971. | 1981. | 1991. | 2001. | 2011. |
| ----- | ----- | ----- | ----- | ----- | ----- | ----- | ----- |
| 2.143 | 2.356 | 2.259 | 1.711 | 1.660 | 1.558 | 1.406 | 1.418 |